# Laelia pallida
Laelia pallida är en fjärilsart som beskrevs av Moore 1884. Laelia pallida ingår i släktet Laelia och familjen tofsspinnare. Inga underarter finns listade i Catalogue of Life.